# Astroides
Genre
Astroides est un genre de scléractiniaires (coraux durs).

## Liste sous-taxons
- Astroides calycularis Pallas, 1766
- † Astroides subirregularis (Osasco, 1897)